# Sólo Para Ti
Sólo Para Ti is een single van de Duits-Spaanse zanger Álvaro Soler en de Duits-Kroatische DJ en producer Tobias Topic, ook gekend als Topic. Het nummer werd uitgebracht op 22 april 2022. Het werd geschreven door Álvaro Soler, Alexander Tidebrink, Alexander Zuckowski en Simon Triebel en werd geproduceerd door Topic.

## Videoclip
De officiële videoclip voor Sólo Para Ti kwam uit op Álvaro's Youtube-kanaal Alvaro Soler Vevo op 22 april 2022, en werd gefilmd in Guadalajara in maart 2022 onder regie van Pedro Pablo Araujo. De Rabbit House produceerde de clip.

## Hitnoteringen
| Land                           | Hoogste positie |
| ------------------------------ | --------------- |
| België (Ultratop Vlaanderen)   | 6               |
| België (Ultratop Wallonië)     | 15              |
| Nederland (Nederlandse Top 40) | 13              |